# Pop Ya Collar
Singles de Usher
Bedtime
(1998) U Remind Me
(2001)
Pop Ya Collar est le premier single de l'album 8701 réalisé par le chanteur de R'n'B américain Usher.
Bien qu'il ait atteint une pointe de N° 60 sur le Billboard Hot 100, la chanson a particulièrement eu du succès au Royaume-Uni, où il atteint le N° 2 sur le UK Singles Chart.

## Liste des Titres
UK CD
1. "Pop Ya Collar" [Version à la Radio] - 03 min 34.
2. "Ya Collar Pop" [Remix] 6 min 16.

## Positions
| Liste des Pays et de leur Charts     | Positions |
| ------------------------------------ | --------- |
| Australie (ARIA)                     | N° 25     |
| Allemagne (Media Control AG)         | N° 30     |
| Pays-Bas ( Mega Top Simple 100 )     | N° 16     |
| Suède (Sverigetopplistan)            | N° 40     |
| Suisse (Media Control AG)            | N° 36     |
| Royaume-Uni (UK Singles Chart)       | N° 2      |
| US Billboard Hot 100                 | N° 60     |
| US Hot R&B/Hip-Hop Songs (Billboard) | N° 25     |